# Cabera elimaria
Cabera elimaria là một loài bướm đêm trong họ Geometridae.